# Datong (Xining)
Datong (en chino:大通回族土族自治县,pinyin:Dàtōng Huízú Tǔzú Zìzhìxiàn,) es un condado autónomo bajo la administración directa de la ciudad-prefectura de Xining en la provincia de Qinghai,al centro este de la República Popular China. Se ubica en una zona de valle en las montañas Qilian a 2442 metros sobre el nivel del mar a orillas del río Huangshui, tributario del Río Amarillo. Su área es de 3090 km²  y su población es de 453 000 (2012). Desde el 10 de julio de 1986 se administra como condado autónomo de las etnias Tu y Hui.
Ha obtenido dos veces el título de pueblo de la cultura y arte por el Ministerio de Cultura .

## Administración
Desde 2011 el condado autónomo de Datong se dividen en 9 poblados 11 villas: